# 대전만년중학교
대전만년중학교(大田萬年中學校)는 대한민국 대전광역시 서구 만년동에 있는 공립 중학교이다.

## 학교 연혁
- 1995년 3월 17일 : 학교 설립 인가(24학급)
- 1996년 3월 1일 : 제1대 이주경 교장 부임
- 1996년 3월 4일 : 개교
- 1996년 3월 4일 : 입학식(385명)
- 2022년 3월 1일 : 제13대 성재현 교장 부임
- 2024년 1월 5일 : 제26회 졸업식(122명, 총 7,242명)
- 2024년 3월 4일 : 2024학년도 입학식(4학급 93명)

## 참고 자료
- 대전만년중학교 - 한국교육학술정보원 학교알리미